# Kropflachgraben
Der Kropflachgraben ist ein rechter Zufluss des Lindichgrabens in den mittelfränkischen Landkreisen Weißenburg-Gunzenhausen und Donau-Ries.

## Verlauf
Der Kropflachgraben entspringt auf einer Höhe von 477 m ü. NHN zwischen Ursheim im Osten und Megesheim im Westen auf dem Gebiet der Gemeinde Polsingen im Landkreis Weißenburg-Gunzenhausen. Kurz darauf passiert der Fluss die Kreisgrenze und fließt nach Schwaben. Nach einem Lauf von rund 3,9 Kilometern fließt der Kropflachgraben südlich von Megesheim von rechts in den Lindichgraben.